# Miss Mondo 1953
Miss Mondo 1953, la terza edizione di Miss Mondo, si è tenuta il 19 ottobre 1953, presso il Lyceum Theatre di Londra. Il concorso è stato presentato da Eric Morley. Denise Perrier, rappresentante della Francia è stata incoronata Miss Mondo 1953.

## Risultati
| Risultato finale | Concorrente                       |
| ---------------- | --------------------------------- |
| Miss Mondo 1953  | - Francia - Denise Perrier        |
| 2ª classificata  | - Grecia - Alexandra Ladikou      |
| 3ª classificata  | - Egitto - Marina Papaelia        |
| 4ª classificata  | - Ceylon - Manel Illangakoon      |
| 5ª classificata  | - Montecarlo - Elizabeth Chovisky |
| 6ª classificata  | - Stati Uniti - Mary Griffin      |

## Concorrenti
- Ceylon - Manel Illangkoon
- Danimarca - Ingrid Andersen
- Egitto - Myshimarina (Marina) Papaelia
- Finlandia -  Maija-Riita Tuomaala
- Francia - Denise Perrier
- Germania - Wilma Kanders
- Grecia - Alexandra Ladikou
- Israele - Havatzelet Dror
- Monte Carlo - Elizabeth Chovisky
- Norvegia - Solveig Gulbrandsen
- Paesi Bassi - Yvonne Meijer
- Regno Unito - Brenda Mee (In precedenza aveva partecipato anche a Miss Mondo 1951).
- Stati Uniti - Mary Kemp Griffith
- Svezia - Ingrid Johansson
- Svizzera - Odette Michel

### Debutti
- Ceylon
- Egitto
- Grecia
- Israele - Havatzelet Dror
- Monte Carlo
- Norvegia

### Ritiri
- Belgio
- Finlandia